# Wierchniebuzułukskij
Wierchniebuzułukskij (ros. Верхнебузулукский) – osiedle w Rosji, w obwodzie orenburskim, w rejonie tockim. W 2010 liczyło 379 mieszkańców.